# Жеффрион, Бернар
Берна́р Жозе́ф Андре́ «Берни» Жеффрио́н (фр. Bernard Joseph André "Bernie" Geoffrion, 14 февраля 1931, Монреаль, Канада — 11 марта 2006, Атланта, США) — канадский профессиональный хоккеист и тренер, многократный обладатель Кубка Стэнли, член Зала хоккейной славы НХЛ.

## Карьера
Бернар «Берни» Жеффрион, уроженец Монреаля и потомок первых французских переселенцев, до того, как заиграть за «Монреаль Канадиенс», 4 года провёл в командах юниорских лиг Квебека. В 1950-м году 19-летний форвард стал игроком НХЛ; так началась одна из самых ярких карьер в истории канадского профессионального хоккея. Сложившаяся к 1953 году в «Монреале» тройка форвардов-франкоканадцев — Жеффрион, Жан Беливо, Морис Ришар — была одной из ведущих сил команды-династии, игравшей главную роль в НХЛ второй половины 50-х годов. Партнёры отлично дополняли друг друга: габаритный, физически мощный (191 см, 93 кг) Беливо был прекрасным распасовщиком (на его счету за годы карьеры 712 результативных передач), а скоростные Ришар и Жеффрион — отличными бомбардирами (Морис Ришар и Берни Жеффрион — 2 первых в истории НХЛ хоккеиста, кому покорился рубеж 50 забитых шайб за сезон). Прямым следствием слаженной игры первой тройки «Канадиенс» стали показываемые командой результаты: за время существования тройки Жеффрион — Беливо — Ришар «Монреаль» 5 раз выигрывал Кубок Стэнли, ещё дважды доходя до финала, где уступал в упорной борьбе будущим чемпионам (оба раза — в 1954 и 1955 годах — это были «Детройт Ред Уингз» и оба раза серия длилась все 7 матчей). По степени значимости для команды первое звено «Канадиенс» сопоставимо с игравшей в то же время первой тройкой «Детройта», также известной как «Конвейер» (Горди Хоу, Сид Абель, Тед Линдсей).
Несмотря на то, что большую часть своей карьеры в «Монреале» Жеффрион фактически провёл в тени своего земляка и партнёра Мориса Ришара (Ришар был старше Жеффриона на 10 лет и к моменту прихода Берни в «Канадиенс» уже был игроком звёздного уровня и любимцем Квебека), его личный вклад в успехи канадского клуба трудно переоценить: Берни Жеффрион с 759 очками (371 шайба + 388 результативных передач) входит в десятку лучших бомбардиров «Монреаль Канадиенс» за всю историю команды.
В 1964 году Берни Жеффрион ушёл из «Монреаля», но это ещё не означало конца его профессиональной карьеры: отыграв 2 сезона играющим тренером в АХЛ, 35-летний форвард вернулся в НХЛ, хотя и не в «Канадиенс»: новым — и последним — клубом Жеффриона стал «Нью-Йорк Рейнджерс». В 1968 году, повесив коньки на гвоздь, Берни Жеффрион заступил на тренерский мостик, получив назначение на пост главного тренера команды, в которой отыграл 2 последних сезона в своей карьере игрока.

### Тренерская карьера
Тренерскую карьеру Берни Жеффрион начал ещё до того, как закончил карьеру игрока, в 1964-66 годах будучи играющим тренером клуба АХЛ «Квебек Эйсиз». В 1968 году, сразу после завершения профессиональной карьеры, Берни возглавил клуб, цвета которого ещё недавно защищал — «Нью-Йорк Рейнджерс». Позже бывший форвард тренировал также «Атланту Флэймз» и «Монреаль Канадиенс». В 1980 году Жеффрион ушёл с поста главного тренера «Канадцев»; дальнейшая его жизнь не была тесно связана с профессиональным хоккеем.
Скончался бывший бомбардир 11 марта 2006 года, в возрасте 75 лет, от рака желудка. В тот же день его именной свитер был поднят под своды «Белл-центра».

## Достижения
- Обладатель Кубка Стэнли (6): 1953, 1956—1960
- Обладатель Колдер Трофи: 1952
- Обладатель Арт Росс Трофи (2): 1955, 1961
- Обладатель Харт Трофи: 1961
- Участник Матча всех звёзд НХЛ (11): 1952—1956, 1958—1963

## Семья
Берни Жеффрион был женат на Марлен Моренц, дочери одного из самых выдающихся игроков в истории канадского хоккея и клуба «Монреаль Канадиенс» Хоуи Моренца. Их сын Даниэль Жеффрион также стал хоккеистом, выступал за «Квебек Нордикс», «Монреаль Канадиенс» и «Виннипег Джетс»; в НХЛ играл и муж дочери Берни, Линды — Хартлэнд Монахан. Сейчас хоккейную династию Жеффрион продолжают внуки Берни, старший из которых — Блэйк — с февраля 2012 года выступает за команду, цвета которой защищали его отец, дед и прадед — «Монреаль».

## Интересные факты
- Прозвище «Бум-Бум» Берни Жеффрион получил за свой фирменный бросок — щелчок, изобретателем которого он считается.
- Когда внук Берни, Блэйк Жеффрион, был задрафтован командой НХЛ «Нэшвилл Предаторз», он выбрал себе в качестве игрового номера «5» — в честь деда[2]. После перехода Блэйка в «Монреаль», где номер «5» выведен из обращения, номером молодого форварда стал «57», получившийся из сложения номеров Берни Жеффриона и Хоуи Моренца.